# Eulinderina
Eulinderina es un género de foraminífero bentónico de la subfamilia Helicolepidininae, de la familia Lepidocyclinidae, de la superfamilia Asterigerinoidea, del suborden Rotaliina y del orden Rotaliida. Su especie tipo es Planorbulina (Planorbulinella) guayabalensis. Su rango cronoestratigráfico abarca el Luteciense (Eoceno medio).

## Clasificación
Eulinderina incluye a las siguientes especies:
- Eulinderina antillea †
- Eulinderina guayabalensis †
- Eulinderina regularis †
- Eulinderina semiradiata †

En Eulinderina se ha considerado el siguiente subgénero:
- Eulinderina (Eolepidina), también considerado como género Eolepidina y aceptado como Eulinderina